# Galibabinac
Galibabinac (en serbe cyrillique : Галибабинац) est un village de Serbie situé dans la municipalité de Svrljig, district de Nišava. Au recensement de 2011, il comptait 220 habitants.

## Démographie
| 1948  | 1953  | 1961  | 1971  | 1981 | 1991 | 2002 | 2011 |
| ----- | ----- | ----- | ----- | ---- | ---- | ---- | ---- |
| 1 371 | 1 394 | 1 290 | 1 112 | 835  | 488  | 342  | 220  |

|  |